# Thaumalea fusca
Thaumalea fusca är en tvåvingeart som först beskrevs av Garrett 1925.  Thaumalea fusca ingår i släktet Thaumalea och familjen mätarmyggor.
Artens utbredningsområde är Idaho. Inga underarter finns listade i Catalogue of Life.